# Dammriss

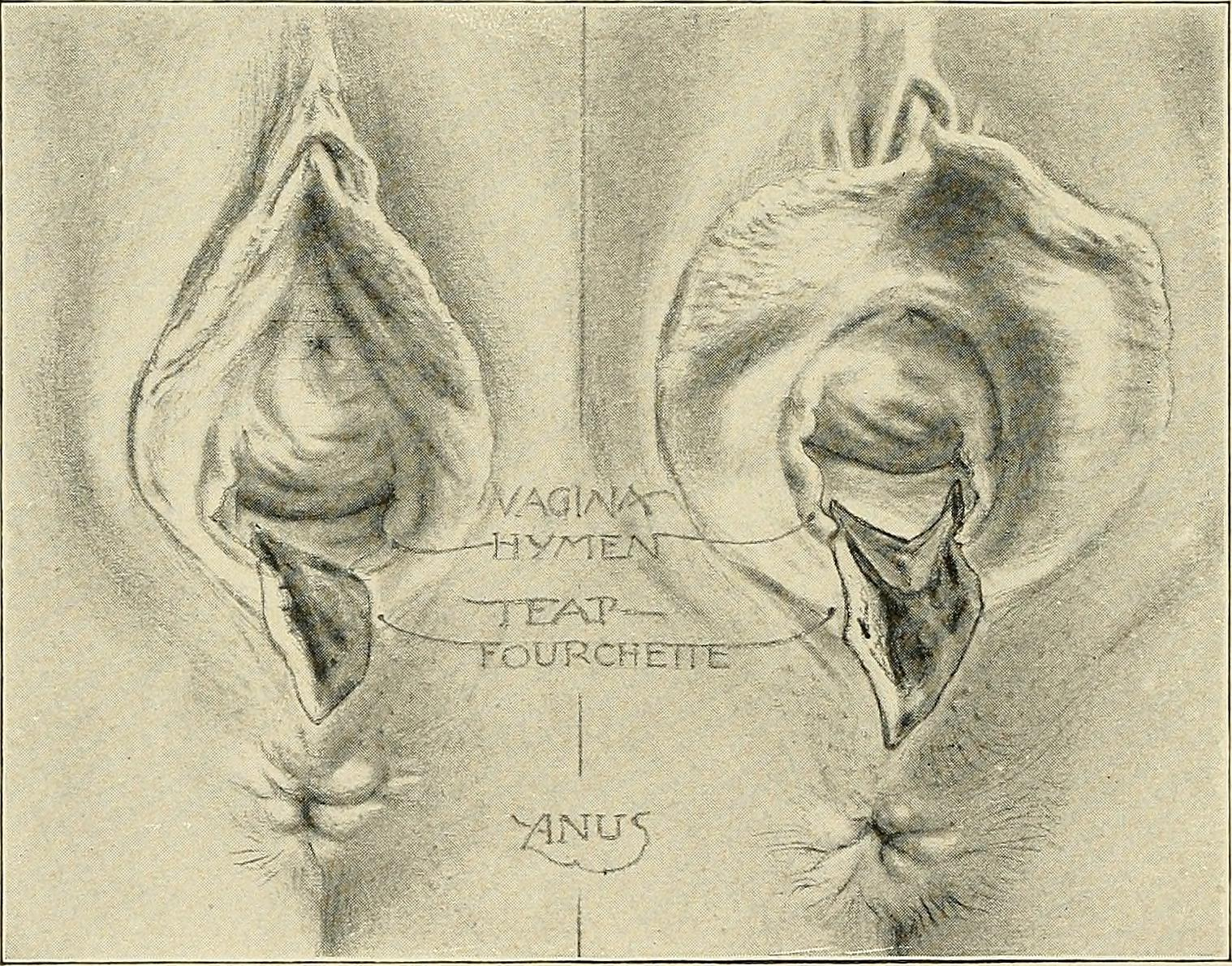
Kleiner und größerer Dammriss

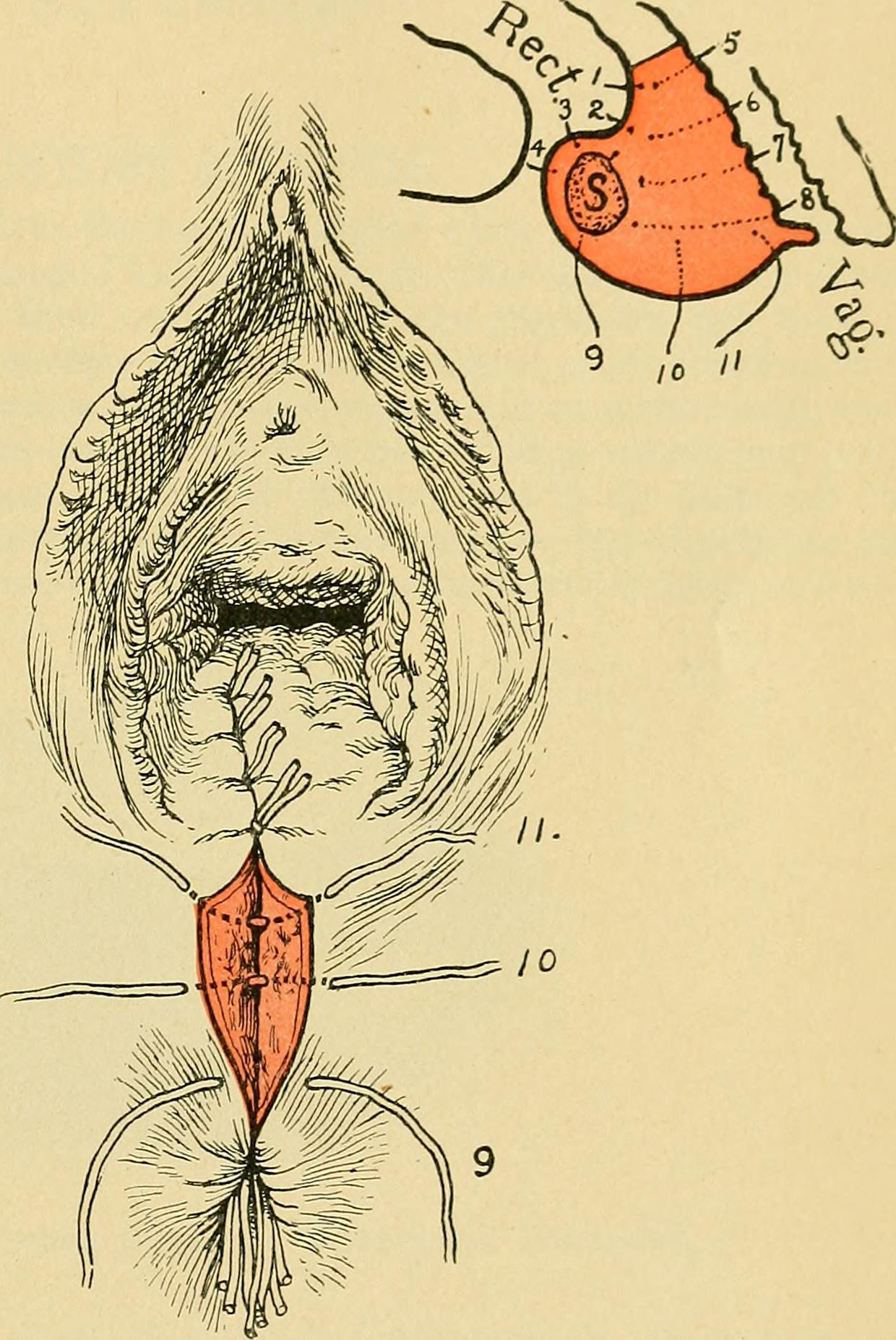
Großer Dammriss, vordere Scheidenwand schon vernäht.

Ein Dammriss ist das Einreißen des Gewebes zwischen Vulva und After, des Damms, infolge starker Dehnung bei der Geburt. Meist kommt es beim Durchtritt des Kopfes oder der Schultern des Neugeborenen zum Riss. Dieser erfolgt meist an der schwächsten Stelle des Gewebes, also median vom Scheideneingang in Richtung After.

## Schweregrade
Je nach Tiefe des Risses unterscheidet man verschiedene Schweregrade, vom kurzen Riss der Scheidenschleimhaut mit halbem Dammriss bis zum totalen Dammriss, bei dem sogar der ringförmige Afterschließmuskel durchtrennt ist. Dammrisse werden je nach Ausdehnung in vier Schweregrade eingeteilt:
- Dammriss I.°:
Nur die Haut (Kutis) und das Unterhautgewebe (Subkutis) des Dammes werden verletzt (nicht aber die Dammmuskulatur selbst).
- Dammriss II.°:
Riss der Dammmuskulatur bis maximal an den äußeren Afterschließmuskel (Musculus sphincter ani externus) heran.
- Dammriss III.°:
Riss auch des äußeren Afterschließmuskels.
- Dammriss IV.°:
Riss auch der Schleimhaut des Rektums.

Außerdem sind Rissverletzungen der Labien, der Klitoris, des Gebärmutterhalses bis hin zur Gebärmutter möglich. Das Einreißen des Dammes wird von der Frau während der Geburt kaum wahrgenommen, da dies meist im Zuge einer Wehe bei gleichzeitig stark gedehntem Damm erfolgt. Allerdings kann es in der Zeit nach der Geburt zu Schmerzen beim Sitzen, Laufen, beim Stuhlgang oder bei sportlichen Aktivitäten kommen. Nur selten leiden Frauen als Folge einer Dammverletzung dauerhaft unter Schmerzen beim Geschlechtsverkehr (Dyspareunie).
Vergleichsweise sehr hoch ist der Prozentsatz des Auftretens eines tiefen Dammrisses bei Frauen, die Opfer von Genitalverstümmelung Grad 3 wurden, sofern sie nicht vor der Geburt defibuliert wurden. Auch nach einer Defibulation kommen tiefe Dammrisse häufiger vor als geringfügige.

## Vorbeugung
Faktoren wie die Elastizität des Gewebes, die Größe des Kindes, die Vorbereitung des Dammes, die Geschwindigkeit der Geburt sowie die Durchführung eines Dammschutzes können die Wahrscheinlichkeit einer Rissverletzung beeinflussen. Durch Dammmassagen in den letzten Schwangerschaftswochen kann das Gewebe gelockert und auf die Geburt vorbereitet werden. Bei Frauen, die vorbeugende Dammmassagen anwenden, ist die Zahl an Dammrissen und medizinisch erforderlichen Dammschnitten signifikant niedriger und die Frauen haben nach der Geburt weniger Schmerzen.
Einige Geburtshelfer/Hebammen wenden warme Kompressen an, um die Elastizität des Gewebes zu erhöhen. Darüber hinaus kann ein Geburtsgel helfen, durch Verminderung der Reibungskraft im Geburtskanal die Geburt zu verkürzen und Dammrisse zu vermeiden.

## Behandlung
Ist es bei der Geburt zum Dammriss gekommen, sind – je nach Schweregrad – unterschiedliche Behandlungen des Risses nötig. Kleine Dammrisse ersten Grades können nach der Kontrolle ohne Naht verheilen, tiefere Risse werden schichtweise vernäht, um die funktionelle Lage aller Gewebe sicherzustellen. Ein Pionier der plastischen Wiederherstellung des komplett zerrissenen Dammes war 1827 Johann Friedrich Dieffenbach. Besonders DR III ° und IV ° müssen fachgerecht ärztlich versorgt werden, um Beeinträchtigungen der Kontinenz zu vermeiden. Meist verheilen Dammrisse gut. Starke Blutungen sowie Entzündungen und daraus folgende Sekundärheilungen sind bei guter Hygiene selten. Bei der fachgerechten Versorgung der Dammverletzung durch den Arzt oder die Hebamme wird im Normalfall eine Lokalanästhesie eingesetzt, um weitere Schmerzen zu vermeiden.

## Dammriss und Dammschnitt
Die Dehnung des Geburtsweges bei der Geburt führt nicht immer zu einem Reißen des Dammes. Dennoch hatte sich in den vergangenen Jahrzehnten der Dammschnitt zur Vorbeugung gegen einen Dammriss im klinischen Alltag durchgesetzt, was in einigen Kliniken zu Dammschnittraten von bis zu 50 % führte. In den letzten Jahren kam es zu einer Neubewertung des Themas, sodass heute das kontrollierte Reißen einem Dammschnitt häufig vorgezogen wird. Argumente, die für dieses Vorgehen sprechen, sind, dass Dammrisse oft nur geringgradige Verletzungen darstellen, die zudem häufig nur schwache Gewebestellen (seltener die Muskulatur) betreffen und in dem Falle relativ leicht verheilen. Als Argument dagegen wird vorgebracht, dass Dammrisse unkontrolliert weiterreißen können, bis schließlich auch die Schließmuskulatur des Afters oder die Schleimhaut des Enddarmes betroffen sein kann. Im Sinne der Kindes- und Müttergesundheit muss die Notwendigkeit eines Dammschnittes somit individuell beurteilt werden. Der routinemäßige Dammschnitt ist dabei ebenso unnötig wie das Vermeiden eines Dammschnittes aus dogmatischen Gründen, da es viele Situationen gibt, in denen ein Dammschnitt zur Vermeidung kindlicher Gefährdung unumgänglich ist. Die Verkürzung der Austreibungsphase bei kindlichen Notlagen, ein sehr hoher straffer Damm, vaginal operative Geburtsbeendigung oder Frühgeburtlichkeit sind häufige Gründe, einen Dammschnitt zum Schutz des Kindes dem mütterlicherseits möglicherweise vermeidbaren Dammriss vorzuziehen. Der Dammschnitt bietet außerdem den Vorteil, die Druckbelastung des kindlichen Kopfes zu vermindern. Im Bedarfsfall kann man den Schnitt auch ohne Gefahr für den Schließmuskel am After verlängern.
Die Zeit bis zum vollständigen Abheilen der Narbe wird bei beiden mit circa 4 bis 6 Wochen angegeben. Sie ist unterschiedlich und hängt davon ab, wie gut vernäht werden konnte.

## Dammrisse bei nicht-menschlichen Primaten und anderen Tieren
Dammrisse als Geburtskomplikationen sind kein rein menschliches Phänomen. So wird z. B. bei Pferden und Rindern regelmäßig von Dammrissen berichtet. Auch von einem Westlichen Flachland-Gorilla ist das Auftreten eines Dammrisses bekannt (obschon in Verbindung mit der Geburt siamesischer Zwillinge).